# Dolichopus reichardti
Dolichopus reichardti är en tvåvingeart som beskrevs av Stackelberg 1933. Dolichopus reichardti ingår i släktet Dolichopus och familjen styltflugor. Inga underarter finns listade i Catalogue of Life.